# 鈴木蘭蘭
鈴木蘭蘭（日语：／ Suzuki Ranran，1975年8月4日—），日本女藝人、演員、歌手、實業家。株式會社WOORELL代表董事社長。身高160cm。A型血。

## 經歷

### 出道以前
鈴木蘭蘭出生於東京都練馬區。東京都立代代木高等學校中退。
中學1年級春假期間，在原宿被星探發掘，進入了演藝圈。1989年，她在資生堂ECBO的廣告中以本名鈴木智子首次亮相。同年，她也被選為「第1屆冠軍小姐」亞軍（冠軍是宮內知美），並出現在《週刊少年Champion》的刊頭凹版上。出道當時，她留著長髮，作為廣告和封面模特兒活躍。

### 1990年代
1990年，於FLYING KIDS單曲《幸福就像這般》的MV裡演出。
1992年，於岩井俊二執導的電視劇《GHOST SOUP》作為演員出道。
1993年，從出道以來一直工作的模特兒經紀公司轉入Minacle公司。亦曾出演電視劇和綜藝節目，並因在富士電視台系列《DOWN TOWN的就是這種感覺》短劇飾演若松光（松本人志飾演）的妹妹而受到關注。
1994年起，她經常出現在富士電視台系列的兒童節目《Ponkickies》上。在同一節目裡，她與也成為常客的安室奈美惠一起以「兔子姐妹」的身份出場，並大受歡迎。她以孩子氣的短髮和開朗的個性而受歡迎。之後，她還擔任綜藝偶像。
1995年8月，以筒美京平製作的單曲《不要哭》作為歌手出道。
1996年，作為廣告女王出現在許多電視廣告上（12家公司）。
1997年，首次主演電視劇《週四怪談 神奇的福烏》，出演14家公司的電視廣告，比上一年還多。同年，她為阿部薰的專輯《太陽在我心中》裡的作詞。
1998年，赴紐約留學。她說出國留學的原因是「我覺得我已經付出了我所能付出的一切，想要改變自己」，但她也想見到瑪丹娜。她也曾有一段時間留著長髮或金髮。根據公司社長的推薦調職。

### 2000年代
2001年，以LANLAN名義，發行富士電視台系列電視劇《愛與青春的寶塚》主題曲「Be With You」。
2004年，演出舞台劇《Urinetown》（宮本亞門編導）。
2005年，於舞台劇《美麗 ～與上帝相遇的女人～》替代酒井若菜、《變身怪醫》替代知念里奈演出。
2008年，作為平山綾的替身演出《本特勒、本特勒、本特勒》。她被稱為一位能夠擔當主角的「替補演員（代打女優）」，是戲劇界為數不多的一位。

### 2010年代
2011年之前，她一直是Burning Production的成員。
2013年，為了紀念本身進入演藝圈25週年，12月在@DDD青山十字劇場舉辦紀念現場演唱會。
2014年12月，成立了自己的公司WOORELL，推出基本化妝品品牌NARIA COSMETICS，並開始生產產品。
2017年，演出舞台劇《大智若魚》（白井晃編導）。
2018年慶祝出道30週年，11月在澀谷舉辦紀念演唱會@JZ Brat。
2019年12月17日，新歌《BYURIHO BYURIHO》（BOLSTAR MUSIC）發行。這首歌是AQUA樂團在2000年風靡全球的《Cartoon Heroes》的翻唱歌曲。

### 2020年代
2022年4月27日，將1998年發行的第8張單曲《你與我》以7吋唱片發行。
2023年7月26日，發行首張精選專輯，以紀念本身進入演藝圈35週年。

## 人物
- 愛貓人士[1]。
- 關於《Ponkickies（日语：ポンキッキーズ）》，因為喜歡當時高泉淳子（日语：高泉淳子）飾演的，所以直接與經紀公司社長對話並表示自己想演出，然後她參加該節目的試鏡並被選為定期露面[10]。在固定出現半年後，高泉離開了節目，與皮耶魯瀧（日语：ピエール瀧）（電氣魔軌樂團（日语：電気グルーヴ））、BOSE（Scha Dara Parr（日语：スチャダラパー））以及與鈴木同時成為常客的安室奈美惠一起成為節目的主持人[注 2]。
  - 如上所述，她與安室在同一節目中組建了「兔子姐妹（日语：シスターラビッツ）」組合，但當安室於1997年離開該節目時，他們實際上被解散了。鈴木繼續獨立出現直到1999年3月。
- 至今仍單身，並表示想在60歲的時候結婚[16]。
- 三個兄弟姊妹中最小的一個。二哥大她8歲，患有智力障礙[17]，並在鈴木18歲時因心臟病去世[17]。鈴木說，家裡有一個殘疾的哥哥對她的人生觀產生了很大的影響，例如本身的出道歌曲《不要哭》的歌詞[17]。
- 出道當時，她得知自己的藝名被決定用「蘭蘭」時，想說完了，然後大家都說是熊貓（日语：カンカンとランラン）。之後，她說自己喜歡這個名字，現在想起來這個名字還是有影響力的，但她也說這個名字對自己中年來說是最難的[18]。她表示想要用鈴木鈴（すずき りん），但被經紀公司拒絕[19]。

## 演出

### 電視劇
- GHOST SOUP（日语：GHOST SOUP）（1992年，「La cuisine」富士電視台系列）—飾 奈奈
- 湘南女子宿舍物語（日语：湘南女子寮物語）（1993年，朝日電視台系列）—飾 今野京子
- 新空港物語（日语：新空港物語）（1994年，朝日電視台系列）—飾 栗山莊子
- 穿越時空的少女（日语：ボクたちのドラマシリーズ#時をかける少女）（1994年，富士電視台系列）—飾 神谷真理子
- 妙齡女將（日语：おかみ三代女の戦い）（1995年，TBS系列）—飾 久松美帆
- 一百億之男（日语：100億の男）（1995年，富士電視台系列）—飾 渡邊真由美
- 跟我說愛我（1995年，TBS系列）—飾 吉田真紀
- 週四怪談 神奇的福烏（日语：木曜の怪談#魔法じかけのフウ）（1997年，富士電視台系列）—飾 夢野飛鳥
- 三姊妹偵探團（1998年，日本電視台系列）—飾 佐佐本綾子
- 週五娛樂（日语：金曜エンタテイメント）「麻將刑事」（2000年，富士電視台系列）—飾 辻村珠子
- 年下之男（日语：年下の男）（2003年，TBS系列）—飾 杉本真美
- 怨屋本舗（日语：怨み屋本舗 (テレビドラマ)）（2006年，東京電視台系列）—飾 榊原美帆
- 令人討厭的松子的一生（2006年，TBS系列）—飾 齊藤須美子（綾乃）
- 連續電視小說 旅館之嫁（2007年，NHK）—飾 自由攝影師水森亞紀
- 結婚詐欺師（日语：結婚詐欺師 (小説)）（2007年，WOWOW）—飾 山崎元子
- 料理仙姬（2008年，日本電視台系列）—飾 鈴木照子
- 週一GOLDEN（日语：月曜ゴールデン）「稅務調查官窗際太郎之事件簿（日语：税務調査官・窓際太郎の事件簿）22」（2011年，TBS系列）—飾 北見亞希子
- 燕子未歸（日语：燕は戻ってこない）（2024年，NHK）—飾 櫻井奈帆

### 綜藝節目
- DOWN TOWN的就是這種感覺（日语：ダウンタウンのごっつええ感じ）（富士電視台系列）
- MIDNIGHT美女圖鑑（TBS系列）
- Ponkickies（日语：ポンキッキーズ）（富士電視台系列，1994年4月—1999年3月）—常駐→主持人
  - bePonkickies（日语：beポンキッキーズ）（BS富士）—樂曲影像、旁白
- 今田耕司的澀谷系Uraringo（日语：今田耕司のシブヤ系うらりんご）（富士電視台系列）
- 動物異想天開！（日语：どうぶつ奇想天外!）（TBS系列）
- 輕鬆自在逍遙遊（日语：朝だ!生です旅サラダ）（朝日電視台系列、朝日放送製作，2009年4月海外每月 埃及篇1—4）
- 週五數據樂園（日语：はなきんデータランド）（朝日電視台）
- THE今夜暢銷進行曲（日语：THE夜もヒッパレ）（不定期，日本電視台）

### 廣告
- 資生堂 精美盥洗用品
- LAWSON 
- 武田食品工業（日语：ハウスウェルネスフーズ）
- 蝶矢梅酒
- 森永製「HI-SOFT」、「HI-CHEW」、「Pacuncho（日语：パックンチョ）」
- 東洋水產
- PILOT（現PILOT CORPORATION）、
- SUZUKI「Let's（日语：スズキ・レッツ）」
- Sony Computer Entertainment 「PlayStation」（1997年）
- SONY「Discman」
- 學生援護會（日语：学生援護会）「an」
- EPSON
- 太田胃散（日语：太田胃散）
- 日本Unilever（日语：ユニリーバ・ジャパン）
- HEART UP（日语：日本オプティカル）
- 富士急樂園「FUJIYAMA（日语：キング・オブ・コースターFUJIYAMA）」（1996年）
- 公務員商學院（1999年）[20]

### 真人電影
- 情書（1995年，導演：岩井俊二）—飾 及川早苗
- OVER DRIVE（日语：オーバードライヴ (2004年の映画)）（2004年，導演：筒井武文）—飾 美潮
- 夏音 -Caonne（2006年，導演：IZAM）—飾 井田朋美
- 即使這樣也不是我做的（2007年，導演：周防正行）
- 彌次喜多道中奇魚（日语：やじきた道中 てれすこ）（2007年，導演：平山秀幸）—飾 清十郎之妻〈菊〉
- CM時間（日语：CMタイム）（2012年，導演：久保田誠二）

### 動畫電影
- 劇場版 森林大帝（1997年）—飾 維佐[21]
- 魔劍奇兵（英语：Quest for Camelot）（1998年）—飾 凱莉
- 花與愛麗絲之殺人事件（2015年）—飾 陸奧睦美

### 舞台
- 緞帶騎士 鷲尾高校話劇社奮鬥記（1998年）—飾 池田真由美
- 冰上綠野仙蹤（1997年—1998年）—桃樂絲的聲音
- Urinetown（2004年）—飾 霍普·克拉德威爾
- 美麗 ～與上帝相遇的女人～（2005年）—飾 穢
- 變身怪醫（2005年）—飾 艾瑪·卡魯
- KABUKU（2006年）—飾 遊女御文
- PIPPIN（日语：PIPPIN）（2007年）—飾 凱瑟琳
- Yuming Song Musical 女朋友（日语：ガールフレンズ）（2008年）—飾 真理子（與堀內敬子雙演）
- 本特勒、本特勒、本特勒（2008年）
- 星期天與喬治同遊公園（2009年）—飾
- （2009年）—飾
- （2011年）—飾
- 音樂劇『TOMORROW』（2013年）—飾 主編
- （2014年）—飾 弗拉波小姐
- 音樂劇『大智若魚』（2017年2月，日生劇場（日语：日生劇場））—飾 珍妮·比爾
- TXT vol.2「ID」（2021年）—飾 教授

## 音樂作品

### 單曲

#### CD單曲
1. 不要哭（1995年8月8日，Oo RECORDS（日语：ダブル・オーレコード））—主題曲[17]
2. （1996年1月1日，Oo RECORDS）—日本電視台系列《TV搗蛋猛獁象（日语：TVおじゃマンモス）》主題曲
3. kiss（1996年6月21日，Oo RECORDS）—日本電視台系列《M-STAGE》主題曲
4. magic（1996年8月8日，Oo RECORDS）
5. …of you（1996年11月1日，Oo RECORDS）—TBS系列動畫《酷妹當家》片尾主題曲
6. Who Who Who（1997年3月31日，Oo RECORDS）
7. Shoobie Doobie Doing！（1997年7月1日，Sony Records／Oo RECORDS）—富士電視台系列電視劇《週四怪談 神奇的福烏（日语：木曜の怪談#魔法じかけのフウ）》主題歌
8. 你與我（1998年5月1日，Sony Records／Oo RECORDS）—富士電視台系列《Ponkickies（日语：ポンキッキーズ）》旋律，Oo RECORDS
  - 模擬版本於2022年4月27日經由Sony Music Direct發行[22]。
9. Be With You　※LANLAN名義（2001年12月27日，avex trax）—富士電視台特別電視劇《愛與青春的寶塚（日语：愛と青春の宝塚）》主題曲

#### 網路單曲
- BYURIHO BYURIHO（2019年12月17日）
- Mother（2020年4月24日）
- Just Do it, Do it over（2021年5月21日）

### 專輯
| 枚數 | 發行日期       | 專輯名稱（日文原名）              | 收錄內容 | 型號                          | 備註 |
| ---- | -------------- | --------------------------------- | --- | ----------------------------- | --- |
| 1st  | 1996年3月21日  | Bottomless Witch                  | 1. SAY HELLO！ 2. Rock'n' Roll Far East | OOCO-8 SRCL-4158（重新發行）  | - 第一版是三面盒子規格。 - 1997年11月4日重新發行。 |
| 2nd  | 1996年11月21日 | One and Only                      | 1. ROUGE 2. kiss 3. shy (ALBUM MIX) 4. BALANCE 5. …of you 6. Secret Treasure 7. RUB-A-DUB-DUB 8. Dearest (ALBUM MIX) 9. magic 10. Love & More.... 11. VERY GOOD！ANOTHER ONE | OOCO-22 SRCL-4159（重新發行） | - 第一版是紙護套規格。 - 1997年11月4日重新發行。 |
| 精選 | 2023年7月26日  | All Time Best ～Yesterday&Today～ | 1. kiss 2. magic 3. …of you 4. Shoobie Doobie Doing！ 5. 迷宮輪舞曲 6. MOTHER 7. Just Do it, Do it over 8. Meet The Flintstone 9. Bye Bye Baby 10. Rain 11. ※獎勵曲目。      | MHCL-3039                     | - 除了以CD形式發行的單曲外，這是一張由發行歌曲、西方音樂翻唱和新歌組成的精選專輯。 - 第6枚單曲《Who Who Who》和以LAN LAN名義發行的長版單曲《Be With You》不包括在內。 |

### 企劃盤
- MAGIC OF LOVE　※「TOo's」名義（1994年11月21日）—ABC、朝日電視台系列動畫《咕嚕咕嚕魔法陣》片頭主題曲[23]
- （兔子姐妹（日语：シスターラビッツ）（鈴木蘭蘭&安室奈美惠））（1995年6月1日）—富士電視台系列《Ponkickies（日语：ポンキッキーズ）》旋律
- 風·今日·自由 ～To love is to be free（GAO）（1996年2月21日）—B面歌曲、合音參加
- （渡邊滿里奈&鈴木蘭蘭）（1997年10月22日，Sony Records／Oo RECORDS）

### VHS
- visualand（1997年3月21日，Oo RECORDS（日语：ダブル・オーレコード））

### 商業搭配
- 花與蜜蜂（讀賣電視台《Asapara！（日语：あさパラ!）》主題曲，翻唱鄉裕美出道專輯《Bottomless Witch》裡收錄的同名歌曲（日语：花とみつばち (郷ひろみの曲)））
- Love & More....（朝日電視台系列《北野武的萬物創世紀（日语：たけしの万物創世紀）》第4期片尾主題曲）

## 書籍

### 單行本
- （1997年3月3日，Sony Magazines（日语：ソニー・マガジンズ））
- （1999年12月1日，MAGAZINE HOUSE）

## 腳註

## 外部連結
- 鈴木蘭蘭 （日語）—個人事務所「株式會社WOORELL」公式官網。
- （日語）—鈴木蘭蘭的官方個人部落格（2012年9月28日—）。
- 鈴木蘭蘭的Instagram帳戶 （日語）
- 鈴木蘭蘭的X（前Twitter） （日語）（2022年5月26日—）
- YouTube上的鈴木蘭蘭頻道 （日語）
- 鈴木蘭蘭｜Sony Music 公式官網 （日語）
- @cosme 官方 Beauty Specialist 鈴木蘭蘭 （日語）
- NARIA COSMETICS （日語）